# Erwin Gatz

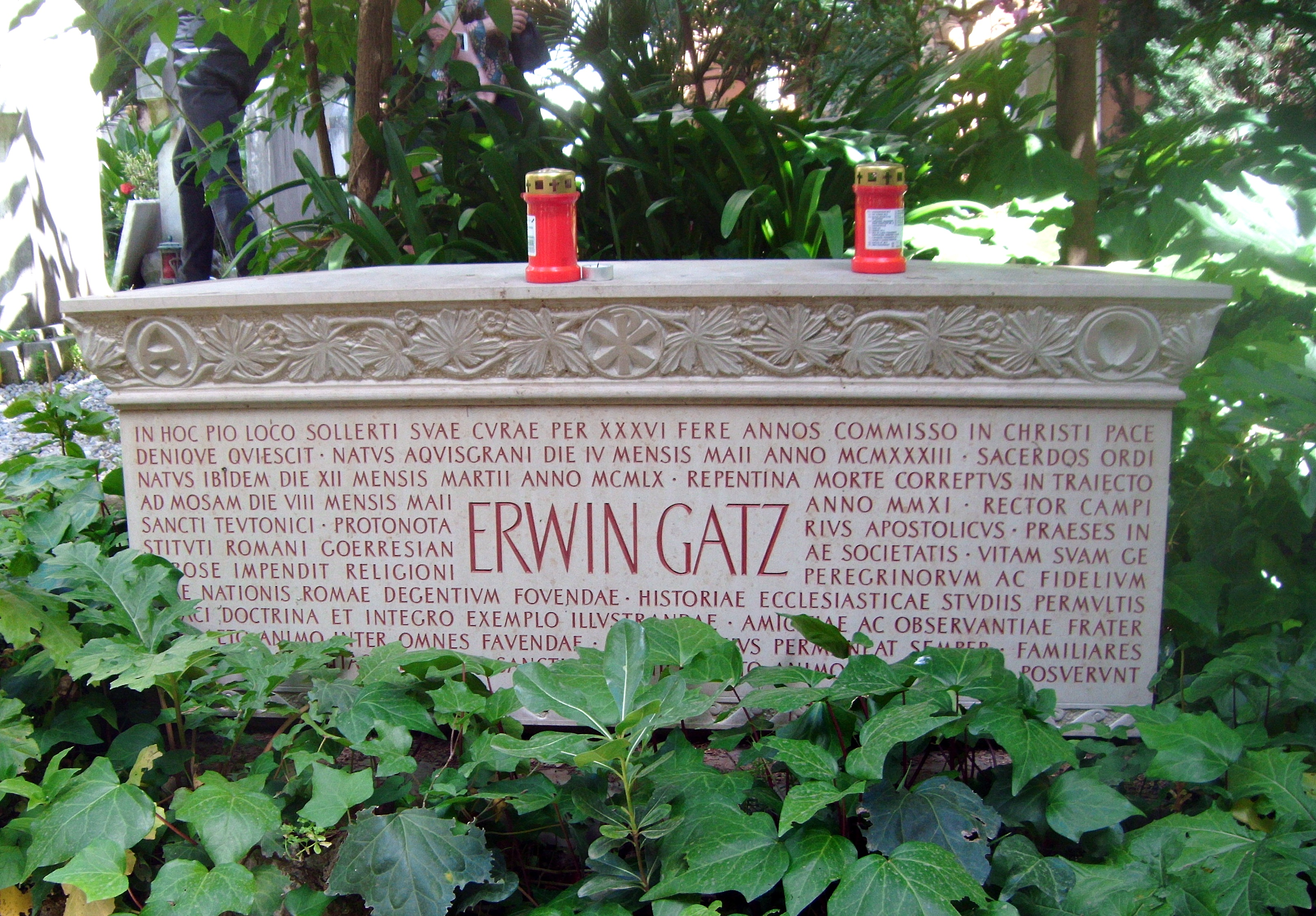
Grabstätte auf dem Campo Santo Teutonico in Rom

Erwin Gatz (* 4. Mai 1933 in Aachen; † 8. Mai 2011 in Maastricht) war ein deutscher Theologe und Kirchenhistoriker. Er war Rektor des Campo Santo Teutonico in Rom von 1975 bis 2010.

## Leben
Gatz studierte von 1953 bis 1961 Katholische Theologie und Geschichte an den Universitäten in Bonn, München und Aachen. Am 12. März 1960 empfing er die Priesterweihe in Aachen. Nachdem er 1961 bei Hubert Jedin zum Dr. theol. promoviert worden war, wirkte er zunächst zehn Jahre lang als Seelsorger in Grefrath und Düren im Bistum Aachen. 1970 habilitierte er sich für Mittlere und Neuere Kirchengeschichte in Bonn bei Eduard Hegel. Von 1971 bis 1975 war er als Akademischer Rat am Institut für Kirchengeschichte der Universität Bonn tätig; von 1973 bis 1975 war er Professor für Mittlere und Neue Kirchengeschichte an der Universität Bonn.
1975 wechselte er nach Rom als Rektor des Campo Santo und geschäftsführender Direktor des Römischen Instituts der Görres-Gesellschaft. Parallel war er Rektor der zugehörigen Nationalkirche Santa Maria della Pietà sowie der Erzbruderschaft zur Schmerzhaften Muttergottes. Das Rektorenamt am Campo Santo übergab er nach 35-jähriger Tätigkeit am 8. Dezember 2010 an den Freiburger Diözesanpriester Hans-Peter Fischer. Nachfolger als geschäftsführender Direktor des Römischen Instituts der Görres-Gesellschaft wurde Stefan Heid.
1980 wurde Gatz Honorarprofessor der Rheinischen Friedrich-Wilhelms-Universität Bonn und war seit 1981 Gastprofessor der Päpstlichen Universität Gregoriana.
Seit seiner Pensionierung lebte er in seiner Heimatstadt Aachen. Er erlitt bei einem Ausflug ins niederländische Mergelland einen Herzstillstand und verstarb am 8. Mai 2011 im Krankenhaus von Maastricht. Sein Grab befindet sich auf dem Campo Santo Teutonico in Rom.
Gatz war Ritter im Ritterorden vom Heiligen Grab zu Jerusalem.

## Wirken
Gatz wurde bekannt mit seinen zahlreichen wissenschaftlichen, kirchenhistorischen Forschungsarbeiten und Werken, insbesondere zu Themen der Caritas und Sozialarbeit der Kirche im 19. und 20. Jahrhundert. Sein Bischofslexikon (5 Bände) und sein Bistumslexikon (2 Bände) sind wichtige Referenzwerke.

## Ehrungen
Papst Paul VI. ernannte ihn 1977 zum Päpstlichen Ehrenprälaten. Papst Benedikt XVI. ernannte Gatz im Jahr 2008 zum Apostolischen Protonotar und erhob Gatz damit in den höchsten Rang der Ehrenprälatur.

## Schriften

### Autor
- Rheinische Volksmission im 19. Jahrhundert. Dargestellt am Beispiel des Erzbistums Köln. Ein Beitrag zur Geschichte der Seelsorge im Zeitalter der katholischen Bewegung (= Studien zur Kölner Kirchengeschichte. Band 7). Schwann, Düsseldorf 1963 (zugl. Dissertation, Universität Bonn 1961).
- Kirche und Krankenpflege im 19. Jahrhundert. Katholische Bewegung und karitativer Aufbruch in den preußischen Provinzen Rheinland und Westfalen. Schöningh, Paderborn 1971, ISBN 3-506-73100-9 (zugl. Habilitations-Schrift, Universität Bonn 1970).
- Roma Christiana. Vatikan, Rom, römisches Umland. Ein kunst- und kulturgeschichtlicher Führer über den Vatikan und die Stadt Rom. 3. Auflage. Schnell & Steiner, Regensburg 2008, ISBN 978-3-7954-2054-3.
- Die katholische Kirche in Deutschland im 20. Jahrhundert. Herder, Freiburg/B. 2009, ISBN 978-3-451-30129-2.
- Atlas zur Kirche in Geschichte und Gegenwart. Heiliges Römisches Reich – Deutschsprachige Länder. Schnell & Steiner, Regensburg 2009, ISBN 978-3-7954-2181-6.
- Aus meinem Leben. Schnell & Steiner Verlag, Regensburg 2010, ISBN 978-3-7954-2373-5 (erschien anlässlich seines goldenen Priesterjubiläums).

### Herausgeber
- Die Bischöfe der deutschsprachigen Länder. Ein biographisches Lexikon. Zusammengestellt von Franz Xaver Bischof unter Mitwirkung von [über 100 Fachleuten]. Duncker & Humblot, Berlin 1983/2002 (2 Bände).

1. 1785/1803 bis 1945. 1983, ISBN 3-428-05447-4 (Inhaltsangabe in der Google-Buchsuche).
2. 1945 bis 2001. 2002, ISBN 3-428-10684-9 (Inhaltsangabe in der Google-Buchsuche).

- Geschichte des kirchlichen Lebens in den deutschsprachigen Ländern seit dem Ende des 18. Jahrhunderts. Herder, Freiburg/B. u. a. 1991/2008 (8 Bände).

1. Die Bistümer und ihre Pfarreien. 1991, ISBN 3-451-22166-7 (mit einem Geleitwort von Karl Lehmann).
2. Kirche und Muttersprache. Auslandsseelsorge, nichtdeutschsprachige Volksgruppen. 1992, ISBN 3-451-22882-3.
3. Katholiken in der Minderheit. Diaspora, ökumenische Bewegung, Mission. 1993, ISBN 3-451-23227-8.
4. Der Diözesanklerus. 1995, ISBN 3-451-23444-0.
5. Caritas und Soziale Dienste. 1997, ISBN 3-451-26217-7.
6. Die Kirchenfinanzen. 2000, ISBN 3-451-23668-0.
7. Klöster und Ordensgemeinschaften. 2006, ISBN 3-451-23669-9 (unter Mitw. von Marcel Albert und Gisela Fleckenstein).
8. Laien in der Kirche. 2008, ISBN 978-3-451-23676-1 (unter Mitw. von Hans-Georg Aschoff und Gisela Fleckenstein).

- Kirche und Katholizismus seit 1945. Schöningh, Paderborn 1998/2010 (7 Bände).

1. Mittel-, West- und Nordeuropa. 1998, ISBN 3-506-74460-7.
2. Ostmittel-, Ost- und Südosteuropa. 1999, ISBN 3-506-74461-3.
3. Italien und Spanien. 2005, ISBN 3-506-74462-3.
4. Die britischen Inseln und Nordamerika. 2002, ISBN 3-506-74463-1.
5. Die Länder Asiens. 2003, ISBN 3-506-74464-X.
6. Lateinamerika und Karibik. 2009, ISBN 978-3-506-74466-1.
7. Naher Osten und Nordafrika. 2010, ISBN 978-3-506-74465-4.

- Die Bischöfe des Heiligen Römischen Reiches. Ein biographisches Lexikon. Duncker & Humblot, Berlin 1990–2001 (3 Bände).

1. 1198 bis 1448. 2001, ISBN 3-428-10303-3 (unter Mitw. von Clemens Brodkorb)
  - Inhaltsverzeichnis. In: Stuart Jenks (Hrsg.): Zeitschriftenfreihandmagazin. Inhaltsverzeichnisse geschichtswissenschaftlicher Zeitschriften – gehostet von Fordham University Center for Medieval Studies.
2. 1448 bis 1648. 1996, ISBN 3-428-08422-5 (unter Mitw. von Clemens Brodkorb); 2., unveränderte Auflage, 2023, doi:10.3790/978-3-428-58873-2.
3. 1648 bis 1803. 1990, ISBN 3-428-06763-0 (unter Mitw. von Stephan M. Janker).

- Die Bistümer des Heiligen Römischen Reiches. Von ihren Anfängen bis zur Säkularisation. Herder, Freiburg/B. 2004, ISBN 3-451-28075-2 (unter Mitw. von Clemens Brodkorb und Helmut Flachenecker).
- Die Bistümer der deutschsprachigen Länder. Von der Säkularisation bis zur Gegenwart. Ein historisches Lexikon. Herder, Freiburg/B. 2005, ISBN 3-451-28620-3 (unter Mitw. von Clemens Brodkorb und Rudolf Zinnhobler).